# Pareurystomina bissonettei
Pareurystomina bissonettei is een rondwormensoort uit de familie van de Enchelidiidae. De wetenschappelijke naam van de soort is voor het eerst geldig gepubliceerd in 1970 door Hopper.